# James Hay (Politiker)

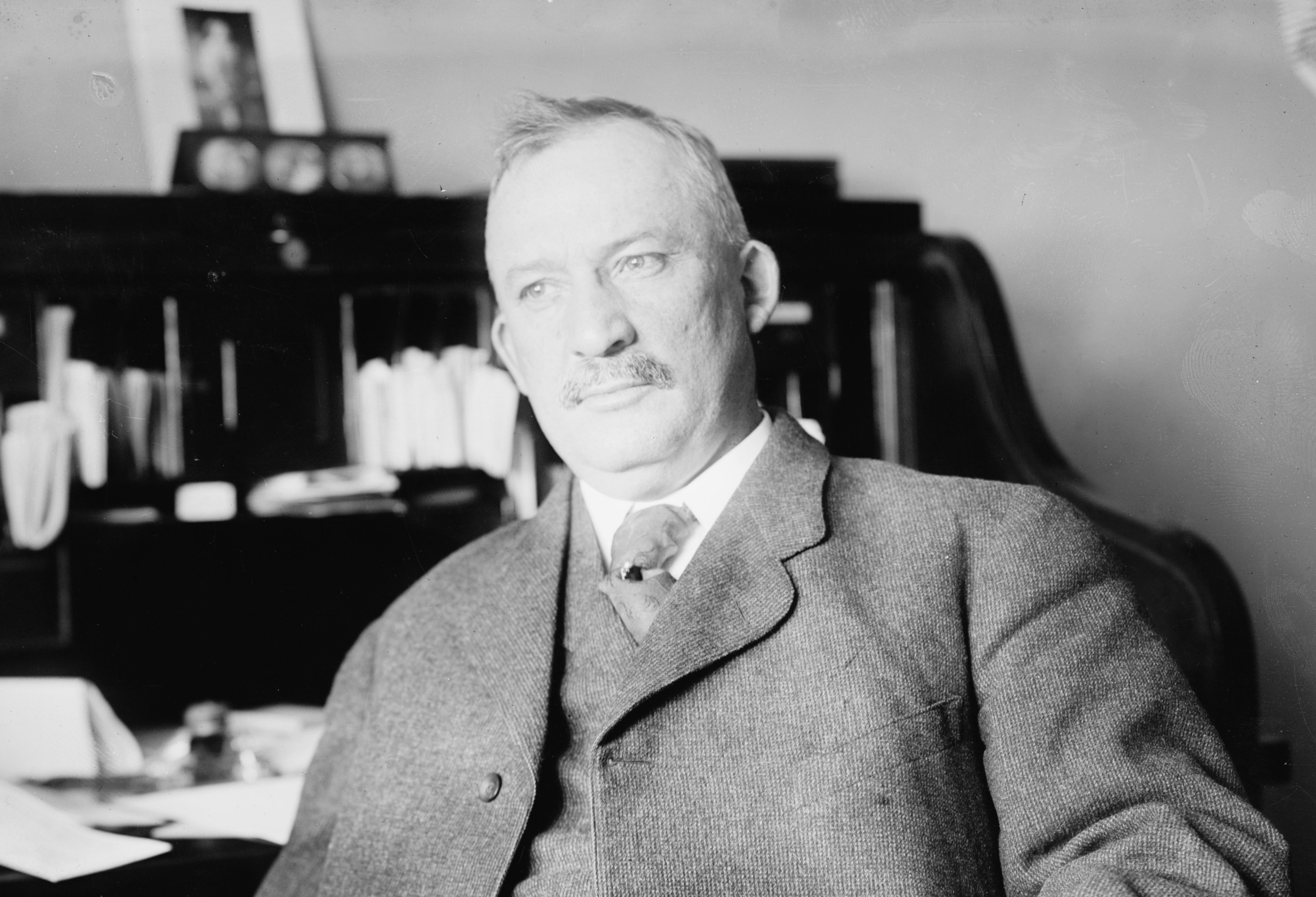
James Hay (1910)

James Hay (* 9. Januar 1856 in Millwood, Clarke County, Virginia; † 12. Juni 1931 in Madison, Virginia) war ein US-amerikanischer Jurist und Politiker. Zwischen 1897 und 1916 vertrat er den Bundesstaat Virginia im US-Repräsentantenhaus; danach wurde er Bundesrichter.

## Werdegang
James Hay besuchte zunächst Privatschulen und studierte danach an der University of Pennsylvania in Philadelphia. Nach einem anschließenden Jurastudium an der Washington and Lee University in Lexington und seiner 1877 erfolgten Zulassung als Rechtsanwalt begann er in Harrisonburg in diesem Beruf zu arbeiten. Im Jahr 1879 verlegte er seinen Wohnsitz und seine Kanzlei nach Madison. Von 1883 bis 1896 war er als Staatsanwalt tätig. Gleichzeitig schlug er als Mitglied der Demokratischen Partei eine politische Laufbahn ein. Von 1885 bis 1889 saß er im Abgeordnetenhaus von Virginia; von 1893 bis 1897 gehörte er dem Staatssenat an. Im Jahr 1888 war er Mitglied im Staatsvorstand der Demokraten und Delegierter zur Democratic National Convention in St. Louis, auf der Präsident Grover Cleveland zur Wiederwahl nominiert wurde.
Bei den Kongresswahlen des Jahres 1896 wurde Hay im siebten Wahlbezirk von Virginia in das US-Repräsentantenhaus in Washington, D.C. gewählt, wo er am 4. März 1897 die Nachfolge von Smith S. Turner antrat. Nach neun Wiederwahlen konnte er bis zu einem Rücktritt am 1. Oktober 1916 im Kongress verbleiben. Seit 1911 war er Vorsitzender des Militärausschusses. Dabei war er an der Ausarbeitung des National Defense Act von 1916 beteiligt. In seine Zeit als Kongressabgeordneter fielen unter anderem der Spanisch-Amerikanische Krieg von 1898 sowie die Ratifizierung des 16. und des 17. Verfassungszusatzes.
Hays Rücktritt als Kongressabgeordneter erfolgte nach seiner Ernennung zum Richter am United States Court of Claims. Dieses Amt übte er bis zum 1. Dezember 1927 aus; danach zog er sich in den Ruhestand zurück. James Hay starb am 12. Juni 1931 in Madison.